# TV 아사히 금요일 밤 드라마
《TV 아사히 · ABC 금요일 밤 드라마》는 TV 아사히 계열 전국 넷으로 매주 금요일 21:00에서 방송된 아사히 방송제작 드라마 정원의 일람이다. 여기에서는 주로 《더 교수형》 시리즈나 《적카브 검사 분전》 시리즈가 인기를 모았던 1977년 10월부터 1987년 9월까지 10년간 혹은 2006년 4월부터 2011년 3월 방송 아사히와의 공동 제작 드라마 틀(이 테두리는 《김 9(균형)신기》이란 호칭이 있었다)을 중심으로 다룬다.

## 개요
- 원래 이 시간대는 매일 방송이 연속 드라마를 제작했으나 1975년 4월 장염전 해소의 때에 NET(현·텔레비전 아사히)가 틀을 이어받은 2년간 드라마 테두리가 이어졌다. ABC에서 제작된 것은 1977년 4월부터로, 처음 반년 간은 화요일 20시부터 이동했다. 《후지야마칸비 3600초( 제2시리즈)》. 그 해 10월 개시 《잘 부뚜막 반》에서 다시 드라마 틀로 된다. 1978년 4월 개시 《도쿄 메그레 경감 시리즈》는 ABC · NET 이하 ANN 계열 8국의 공동 제작의 취급이다.
- ABC 드라마의 간판 프로듀서인 야마노우치 히사시(2015년 사망)의 진두 지휘 아래 몇몇 인기 시리즈를 배출했지만 재판 키사 제작 범위는 것도 있는 시청률은 대체로《서고동저》의 경향이 강했다. 그리고 칸토 지구에서는 시청률 20%를 기록한 적도 없이 전편 두 자릿수 시청률을 안긴 드라마는 《특명 형사 디 컵》 뿐이다.

## 작품 소개

### 1977년
- 《오쿠도한》 1977년 10월 4일 ~ 1978년 4월 7일

### 1978년
- 《도쿄 메그레 경찰 시리즈》 1978년 4월 14일 ~ 1978년 9월 29일
- 《체크메이트 24》1978년 10월 6일 ~ 1979년 3월 9일

### 1979년
- 《속 오쿠도한》 1979년 3월 23일 ~ 9월 28일
- 《낯선 연인》 1979년 10월 5일 ~ 1980년 3월 7일

### 1980년
- 《동정 사카 여관》 1980년 3월 14일 ~ 9월 19일
- 《적카브 검사 분전기》 1980년 10월 3일 ~ 10월 31일
- 《더 교수형》 1980년 11월 14일 ~ 1981년 11월 6일